# Gaber (album)
Gaber è un album in studio del cantautore italiano Giorgio Gaber, pubblicato nel 1984.

## Tracce
Testi e musiche di Giorgio Gaber e Sandro Luporini.
Lato A
1. Gli altri – 4:08
2. La massa – 4:10
3. Benvenuto il luogo dove – 6:00
4. Cronometrando il mondo – 4:28

Lato B
1. Occhio, cuore, cervello – 5:00
2. Io e le cose – 4:55
3. Il sociale – 8:08

## Formazione
- Giorgio Gaber – voce
- Pier Michelatti – basso
- Lele Melotti – batteria
- Andrea Sacchi – chitarra acustica, chitarra elettrica
- Mark Harris – pianoforte, Fairlight CMI, Fender Rhodes, chitarra acustica
- Maurizio Preti – percussioni
- Tony Soranno – chitarra acustica, chitarra ritmica
- Giorgio Cocilovo – chitarra acustica, chitarra elettrica, chitarra ritmica
- Marco Ferradini, Silvio Pozzoli – cori